# Ontario (Wisconsin)
Ontario es una villa ubicada en el condado de Vernon en el estado estadounidense de Wisconsin. En el Censo de 2010 tenía una población de 554 habitantes y una densidad poblacional de 211,99 personas por km².

## Geografía
Ontario se encuentra ubicada en las coordenadas 43°43′19″N 90°35′36″O / 43.72194, -90.59333. Según la Oficina del Censo de los Estados Unidos, Ontario tiene una superficie total de 2.61 km², de la cual 2.59 km² corresponden a tierra firme y (0.79%) 0.02 km² es agua.

## Demografía
Según el censo de 2010, había 554 personas residiendo en Ontario. La densidad de población era de 211,99 hab./km². De los 554 habitantes, Ontario estaba compuesto por el 88.27% blancos, el 0% eran afroamericanos, el 1.26% eran amerindios, el 1.08% eran asiáticos, el 0% eran isleños del Pacífico, el 7.76% eran de otras razas y el 1.62% pertenecían a dos o más razas. Del total de la población el 14.8% eran hispanos o latinos de cualquier raza.